# Western Desert (öken i Egypten)
Western Desert är en öken i Egypten.   Den ligger i guvernementet Al-Wadi al-Jadid, i den centrala delen av landet, 500 km sydväst om huvudstaden Kairo.